# Okondo
Okondo (castellà Oquendo) és un municipi d'Àlaba, de la Quadrilla d'Aiara.

## Eleccions municipals 2007
Quatre partits van presentar llista al municipi; EA, EAJ-PNB, PSE-EE i PP. Aquests van ser els resultats: 
- Eusko Alkartasuna: 365 vots (5 escons).
- Eusko Alderdi Jeltzalea - Partit Nacionalista Basc: 274 (4 escons).
- Partit Popular: 15 vots (0 escons).
- Partit Socialista d'Euskadi - Euskadiko Ezkerra: 7 vots (0 escons).

Amb aquests resultats, van donar com a clar vencedor l'actual alcalde de la localitat, Andrés Alcalde Olano, per part d'Eusko Alkartasuna. EAJ-PNB es va haver de conformar amb un escó menys que la formació guanyadora, mentre que tant PSE-EE com PP no van assolir cap representació en l'ajuntament, a causa dels escassos vots que van aconseguir, molt lluny del mínim per a aconseguir representació.

## Topònim
Des del seu primer esment, escrit el 1257, aquesta vall ha rebut en castellà el nom d'Oquendo. Aquest ha estat el nom oficial del municipi fins a pràcticament el present, ja que el castellà ha estat utilitzat tradicionalment com a llengua oficial i de l'administració en la zona, encara que l'idioma parlat per la gent fóra l'èuscar. Segons l'INE, en el cens de 1842 es va dir Uquendo i en el de 1857 Valle de Oquendo.
Existeixen menys referències escrites sobre el seu nom en basc. Aquestes es basen principalment en els escrits que va deixar en èuscar José Pablo de Ulibarri, que era natural de la vall, al començament del segle xix. Ulibarri va deixar transcrit el nom en èuscar de la vall sota les formes Okondo i Ukondo. Al llarg del segle xix, l'èuscar va deixar de parlar-se a Okondo i aquestes formes van deixar d'utilitzar-se. No obstant això, el 1980, l'ajuntament va decidir recuperar la forma Okondo com a nom oficial del municipi i, des que va ser publicada el 1989 en el BOE, és l'únic nom oficial del municipi amb caràcter general.
Sobre el significat etimològic d'Okondo podria pensar-se en la paraula ukondo (que significa en èuscar 'colze', amb el significat de 'recolze de riu'), encara que els filòlegs pensen més aviat que el nom estaria derivat d'oka + ondo, origen que explicaria millor tant la variant castellana com una de les basques del nom. No sembla forassenyat aventurar que apareix en aquest la paraula -ondo, molt comuna en toponímia basca i que significa 'al costat de'. No obstant això, el primer terme del nom oka és enigmàtic; podria ser el mateix que apareix formant nombrosos topònims a l'estat espanyol, no solament al País Basc; (riu Oka, riu Oca, Nanclares de la Oca, montes de Oca, Ocaña). Segons Federico Barrenengoa, especialista en toponomàstica, oka significaria 'riu'. Per a Alfonso Irigoyen, oka és una paraula d'origen cèltic que antigament va manllevar l'èuscar.